# Sinfonia n. 9 (Glazunov)
La Sinfonia n. 9 in re minore di Aleksandr Konstantinovič Glazunov fu iniziata nel 1910, ma il compositore ne abbozzò solo il primo movimento e la lasciò incompiuta. Il direttore d'orchestra e compositore sovietico Gavriil Judin la orchestrò sulla base degli schizzi per pianoforte di Glazunov. La sua prima esecuzione avvenne in Unione Sovietica il 7 maggio 1948, in occasione di una trasmissione radiofonica.